# Polly of the Circus (film 1917)
Polly of the Circus è un film muto del 1917 diretto da Edwin L. Hollywood e Charles Horan. È il primo dei film prodotti da Samuel Goldwyn dopo aver fondato la sua Goldwyn Pictures. Di genere drammatico, ha come interprete principale Mae Marsh nel ruolo che, a teatro, era stato di Mabel Taliaferro nell'omonimo lavoro teatrale di Margaret Mayo andato in scena a Broadway al Liberty Theatre il 23 dicembre 1907. Nel 1932 Marion Davies riprenderà il ruolo in un altro Polly of the Circus, dove sarà diretta da Alfred Santell.

## Trama

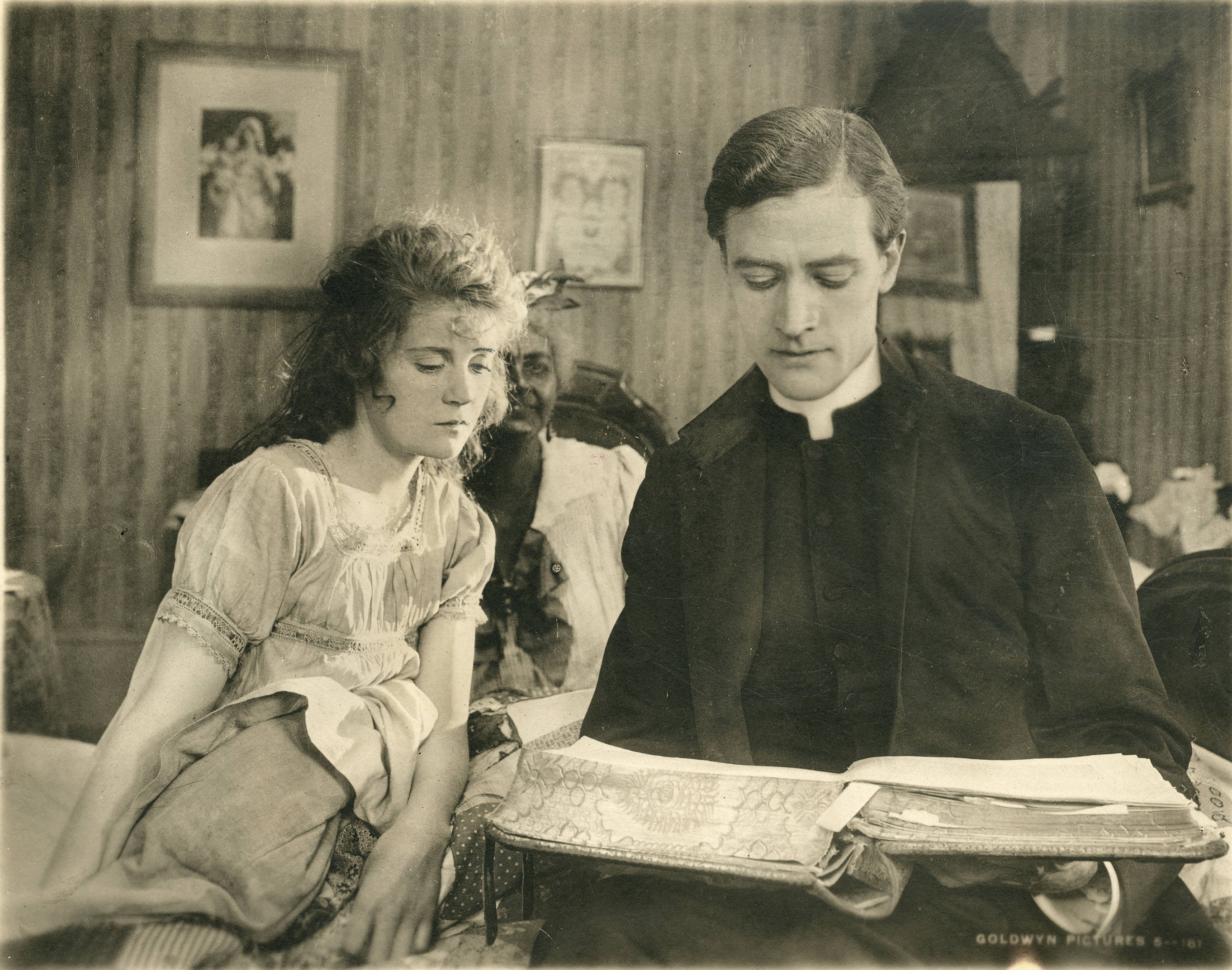
Mae Marsh e Vernon Steele

Rimasta orfana dopo che la madre, un'artista circense, è morta cadendo dal trapezio, Polly viene allevata da Toby, il clown, diventando una cavallerizza. Un giorno, però, anche Polly subisce un grave incidente durante l'esecuzione di un doppio salto mortale. Viene accolta in casa del pastore Douglas, che si prende cura di lei, mentre il circo deve lasciarla per riprendere i suoi vagabondaggi.
Ben presto tra la giovane e il religioso nasce l'amore, con grande scandalo della comunità e del diacono Strong che non vedono di buon occhio quella ragazza zingara come moglie di un uomo di chiesa. Polly, avendo saputo che il circo si trova in grosse difficoltà finanziarie, fa correre Bingo, il suo cavallo, vincendo la corsa. Lascia Douglas, per toglierlo dall'imbarazzo di dover scegliere tra lei e la sua chiesa e impiega i soldi vinti per aiutare il circo.
L'anno dopo, il circo torna in città. Durante uno spettacolo, la tenda prende fuoco. Temendo per Polly, Douglas si precipita nel circo per salvare la ragazza amata: i due si ritrovano e tra loro rinasce l'amore.

## Produzione
Il film fu prodotto dalla Goldwyn Pictures Corporation.
Venne girato nel New Jersey: a Englewood, per le scene della parata del circo, a Kirksville per l'arrivo del circo, a Hohokus per le scene della corsa ippica, a Fort Lee per gli interni.

## Distribuzione
Il copyright del film, richiesto dalla Goldwyn, fu registrato l'8 settembre 1917 con il numero LP11359.
Distribuito dalla Goldwyn Distributing Company, il film uscì nelle sale cinematografiche statunitensi il 9 settembre 1917.
Copia completa della pellicola si trova conservata negli archivi della Library of Congress di Washington dove ne esiste anche un'altra, incompleta, comprendente i rulli 2-4-8
Il film è stato distribuito nel 2013 in DVD dalla Grapevine Video.